# Sokol, Magadan oblast
Sokol (ryska: Сокол) är en ort i Magadan oblast i Ryssland. Orten ligger 49 kilometer norr om Magadan. Sokol ligger under Magadans administration och har lite mindre än 5 000 invånare.

## Historia
Orten grundades 1962.